# Histoires extraordinaires
Histoires extraordinaires is een Frans-Italiaanse anthologiefilm van Roger Vadim, Louis Malle en Federico Fellini die werd uitgebracht in 1968.
De scenario's van de drie episodes zijn vrij geïnspireerd door drie gelijknamige kortverhalen van  Edgar Allen Poe.

## Samenvatting

### Metzengerstein
De tweeëntwintigjarige gravin Frederica van Metzengerstein leidt een promiscue en losbandig leven. Tijdens een tocht trapt ze in een klem. Ze wordt bevrijd door haar neef, baron Wilhelm Berlifitzing. Wilhelm is een zwijgzame en deugdzame jongeman die wat verderop alleen woont en die slechts aandacht heeft voor zijn paardenstallen en voor de jacht. Hij blijft ongevoelig voor Frederica's charmes. Vernederd zint Frederica op wraak en ze laat Wilhelms paardenstallen in brand steken. Wilhelm zelf komt ook om in de brand. 

### William Wilson
Begin van de negentiende eeuw in Noord-Italië dat in die periode onder de Oostenrijkse heerschappij valt. William Wilson, een jonge legerofficier, loopt jachtig door de straten van Bergamo op zoek naar een priester. In een kerk vindt hij een priester bereid om hem de biecht af te nemen. Hij vertelt de priester dat hij een moord heeft gepleegd. Uit de rest van zijn biecht blijkt dat William Wilson van jongs af aan een pervers, sadistisch en wreedaardig karakter heeft. Telkens wanneer hij een wrede daad wil stellen komt zijn dubbelganger echter tussen. Deze laatste behekst hem en luistert ook naar de naam William Wilson. Op een avond speelt de perverse Wilson een partijtje kaart met de mooie Giuseppina. Hij wint en mag met haar doen wat hij wil. Dan komt de dubbelganger op de proppen om te bewijzen dat de perverse Wilson vals heeft gespeeld.

### Toby Dammit ou Ne pariez jamais votre tête avec le Diable
De beroemde Britse acteur Toby Dammitt is naar Rome afgereisd in verband met een filmproject. Hij zal de hoofdrol spelen in de eerste katholieke western. Hij heeft de rol vooral aanvaard omdat hij een gloednieuwe Ferrari als bonus zal krijgen. Tijdens een televisie-interview geeft hij, onder invloed van steeds meer alcohol, ronduit provocerende antwoorden aan de journalisten. Daarna moet hij in dronken toestand een uitreikingsceremonie bijwonen waar uitgedoste acteurs eindeloos defileren. Nadat hij ook een prijs heeft gekregen probeert hij nog een dankwoord uit te spreken. Daarna stuift hij weg met zijn Ferrari. 

## Rolverdeling

### Metzengerstein
| Acteur                  | Personage                  |
| ----------------------- | -------------------------- |
| Jane Fonda              | gravin Frederica           |
| James Robertson Justice | de raadsman van de gravin  |
| Françoise Prévost       | een vriendin van de gravin |
| Peter Fonda             | baron Wilhelm Berlifitzing |
| Philippe Lemaire        | Philippe                   |
| Serge Marquand          | Serge                      |
| Carla Marlier           | Claude                     |
| Anny Duperey            | de eerste uitgenodigde     |
| Maurice Ronet           | de verteller (stem)        |

### William Wilson
| Acteur          | Personage               |
| --------------- | ----------------------- |
| Alain Delon     | William Wilson          |
| Brigitte Bardot | Giuseppina              |
| Katia Christine | het jonge blonde meisje |
| Umberto D'Orsi  | Hans                    |
| Daniele Vargas  | de professor            |
| Renzo Palmer    | de priester             |

### Toby Dammit ou Ne pariez jamais votre tête avec le Diable
| Acteur         | Personage                  |
| -------------- | -------------------------- |
| Terence Stamp  | Toby Dammitt               |
| Salvo Randone  | de priester                |
| Milena Vukotic | de televisie-interviewster |
| Polidor        | de oude acteur             |
| Marina Yaru    | het meisje/de duivel       |
| Anne Tonietti  | de televisiecommentatrice  |